# Peter Martin Litfin
Peter Martin Litfin (* 6. Februar 1937 in Berlin) ist ein deutscher Wirtschafts- und Steuerrechtler.

## Leben
Litfin studierte Rechtswissenschaft und Volkswirtschaft in Berlin, Freiburg (Breisgau), Freiburg (Schweiz) sowie Betriebswirtschaft in Mannheim. An der Universität Freiburg (Schweiz) wurde er im Jahr 1964 mit einer Arbeit über die Pflichten der Liquidatoren im deutschen Steuerrecht zum Dr. iur. promoviert. Nach langjähriger praktische Tätigkeit bei Wirtschaftsprüfungs- und Steuerberatungsgesellschaften sowie als Rechtsanwalt und Steuerberater ist er als Wirtschaftsprüfer und Offizialatsanwalt für Kirchenrecht tätig. Er war vom 1. Juli 1976 bis 31. Dezember 1979 Diözesanleiter des Malteser Hilfsdienstes e. V. der Diözese Speyer.
Von 1977 bis 2002 war Litfin Professor für Wirtschafts- und Steuerrecht sowie Revisionswesen an der Fachhochschule Worms. Er war dort Gründer des Fachbereiches Steuerwesen, des einzigen deutschlandweit. Litfin ist Autor und Co-Autor mehrerer Bücher mit dem Schwerpunkt wirtschaftliche Beratung von mittelständischen Unternehmen insbesondere zu Liquidation und steuerliche Pflichten. Der Litfin, ein von ihm herausgegebenes Standardwerk für die Prüfung der steuerberatenden Berufe, liegt in 21. Auflage (2003) vor.
Peter Martin Litfin ist seit 1956 Mitglied der katholischen Studentenverbindung KDStV Borusso-Saxonia Berlin im CV. Er war erster Philistersenior der 1992 neu gegründeten Europäischen Studentenverbindung (EStV) Robert Schuman Argentorata zu Straßburg.
Im Jahr 2008 setzte er sich erfolgreich für die Feier der heiligen Messe in der außerordentlichen Form des Römischen Ritus (Tridentinische Messe) in der Pfarrkirche St. Laurentius in Schifferstadt ein, die bis heute wöchentlich stattfindet.

## Der Fall Litfin
Litfin engagierte sich für klare Regelungen professoraler Nebentätigkeiten und Anwesenheitsverpflichtungen von Professorenkollegen in der Lehre. Mehrere Hochschullehrer wurden 2001 von Staatsseite zur Rückzahlung von beträchtlichen Einnahmen aus öffentlich-rechtlichen Nebentätigkeiten verurteilt. Dies war Auslöser für einen bizarren Kleinkrieg, in dem Litfin durch die bestehenden Seilschaften von Beamten und Professoren unter Beschuss geriet. Nachdem Litfin den Fachbereich und dessen Professoren als „fachlich eine Wüste und menschlich die Hölle“ sowie „korrupten Sauhaufen“ bezeichnet hatte, wurde ein Disziplinarverfahren gegen ihn eingeleitet, woraufhin er gegen die Hochschule klagte. Letztlich wurde Litfin vorerst freigestellt, nach seiner Berufung in Forschungssemester geschickt und schließlich 2002 emeritiert.

## Schriften
- Liquidation und steuerliche Pflichten, Fachverlag für Wirtschafts- und Steuerrecht Schäffer, Stuttgart 1964
- Unternehmenform nach Maß, 3. Auflage, Forkel-Verlag, Wiesbaden 1994, ISBN 3-7719-6714-7, zusammen mit Heinrich Heyel, Michael App
- Handbuch der Familienunternehmen, Schmidt, Köln 1982
- Die Prüfung der steuerberatenden Berufe, 21. Auflage, Kiehl Verlag, Ludwigshafen 2003, ISBN 3-470-54041-1